# Carrollia
Carrollia fue un boletín trimestral dedicado a la matemática recreativa y la lingüística, que se publicó en España de forma ininterrumpida desde 1984 hasta 2009. Su nombre es un homenaje a Lewis Carroll.
Carrollia nació como un grupo de interés especial dentro de Mensa España a iniciativa de su creador, el ingeniero y polígrafo José María Albaigès Olivart. Hasta 1997 apareció únicamente en formato impreso y desde entonces también está disponible en la red. 
Durante sus 25 años de existencia, Carrollia se convirtió en punto de encuentro de los aficionados a la matemática recreativa, con una orientación lúdica e informal y una dosis importante de humor. También contó con la colaboración asidua de matemáticos profesionales como el profesor de la NWU Miguel Ángel Lerma. Miguel de Guzmán fue uno de sus lectores.
Como productos adicionales, aparecieron el BOFCI (Boletín Oficial de la Facultad de Ciencias Inútiles) y SEMAGAMES (boletín de palíndromos).
Terminada la publicación de Carrollia, sus materiales publicados, más otros que se van emitiendo, pueden hallarse en la página de Mensa España.